# Fantasmi di guerra
Fantasmi di guerra (Ghosts of War) è un film horror soprannaturale britannico del 2020 scritto e diretto da Eric Bress. Il film è interpretato da Brenton Thwaites, Theo Rossi, Skylar Astin, Kyle Gallner e Alan Ritchson. È stato distribuito su DirecTV il 18 giugno 2020.

## Trama
Durante la campagna alleata in Francia nel 1944, cinque soldati dell'82nd Airborne Division vengono assegnati alla guardia di un castello. Durante il tragitto tendono un'imboscata a una jeep catturata dai tedeschi, giustiziando gli occupanti sopravvissuti all'attacco iniziale, prima di incontrare un gruppo di rifugiati ebrei. Arrivano a destinazione e le truppe che stanno sostituendo se ne vanno in fretta. Chris, il comandante del gruppo, interpreta un rumore di colpi ripetitivo proveniente dal camino come codice Morse, che Eugene trascrive come "Io non ho gambe".
Eugene trova in seguito un diario tenuto da un soldato tedesco che racconta dettagliatamente il destino degli Helwig, gli ex proprietari. I tedeschi, dopo aver scoperto che gli Helwig avevano dato rifugio agli ebrei, li hanno brutalmente assassinati bruciando vivo il padre, impiccando la figlia e annegando il figlio in una vasca da bagno. Mentre Eugene sta trascrivendo un altro messaggio in codice Morse, la sua mano si muove senza la sua volontà per scrivere il messaggio "Se te ne vai, muori".
Quella notte, una pattuglia tedesca attacca. Gli americani uccidono la maggior parte dei loro uomini, ma Butchie viene ferito mortalmente mentre si tuffa su una granata. Altrove, gli uomini assistono all'uccisione di alcuni tedeschi da parte di forze invisibili, nello stesso modo della famiglia Helwig. Prima di morire, Butchie si scaglia contro il fatto che ciò che gli uomini stanno vivendo non è reale ed esorta Chris a "ricordare".
Convinti che l'edificio sia infestato, i sopravvissuti se ne vanno, solo per ritrovarsi a ripetere le esperienze che li hanno portati al castello: l'imboscata della jeep, l'incontro con i rifugiati. Credendo di essere maledetti e che la loro unica speranza sia quella di dare una degna sepoltura ai corpi della famiglia Helwig, tornano al castello. Una forza invisibile afferra Chris e lo trascina verso una dependance dove trovano i resti degli Helwig.
Dopo aver seppellito i corpi, Eugene consulta il diario e scopre che il testo non è più tedesco ma arabo e che gli Helwig erano afghani. Gli uomini vengono quindi attaccati dagli spiriti, uno dei quali cerca di annegare Chris. Lo shock dell'esperienza induce allucinazioni prima che finalmente si svegli di soprassalto e si ritrovi curato dai dottori in un ospedale futuristico, circondato dai corpi mutilati e incoscienti dei suoi compagni. Il dottor Engel e il suo staff informano Chris che ciò che lui e i suoi compagni stavano sperimentando è una realtà simulata basata sulla seconda guerra mondiale destinata ad aiutare i soldati che soffrono di disturbo da stress post-traumatico.
I ricordi di Chris tornano. Lui e i suoi uomini non sono veterani della seconda guerra mondiale, ma soldati dell'esercito americano odierno. La loro ultima missione in Afghanistan era quella di evacuare una famiglia chiamata Helwigs, che aveva collaborato con gli americani, prima che una pattuglia dello Stato islamico li cogliesse in un'imboscata. Ordinati di nascondersi dal loro responsabile della CIA, gli uomini hanno visto gli Helwigs essere massacrati nel modo visto nella simulazione. Mentre gli uomini se ne andavano, la madre disperata della famiglia ha fatto esplodere una bomba suicida e con il suo ultimo respiro ha pronunciato la parola "Vetrulek", rivelatasi essere un'antica maledizione che costringe i suoi destinatari a rivivere all'infinito il loro trauma.
Tornati in ospedale, la corrente elettrica fluttua, confondendo lo staff medico. Chris si rende conto che la maledizione è reale e che gli spiriti della famiglia Helwig ora infestano la simulazione che gli uomini stanno vivendo per punirli di non aver fatto niente per salvarli. Convinto che l'unico modo per spezzare la maledizione sia affrontare la famiglia, scusarsi ed espiare i propri peccati, Chris lo spiega allo staff medico e insiste per tornare alla simulazione. Mentre lo staff medico sta preparando la riconnessione di Chris alla simulazione, sono confusi dal computer mainframe che avvia la cancellazione della memoria del paziente. Gridano questo fatto a Chris, appena prima che il conto alla rovescia per il suo rimpatrio annunci cinque secondi per riprendere il collegamento alla struttura. Alla fine, il timer raggiunge lo zero e la procedura si avvia. Si risveglia dove sono iniziate le sue esperienze: accampato di notte con i suoi compagni mentre una figura osserva dalle ombre.

## Produzione
Nel febbraio 2017, è stato riferito che Brenton Thwaites avrebbe recitato in Fantasmi di guerra, con Bress alla regia e basato sulla sua sceneggiatura. D. Todd Shepherd, Shelley Madison, Joe Simpson e George Waud della Miscellaneous Entertainment stanno producendo e finanziando il film insieme a Colleen Camp. Un mese dopo, Skylar Astin, Theo Rossi, Alan Ritchson, Kyle Gallner e Shaun Toub sono stati scritturati per il film. 
Highland Film Group gestisce le vendite internazionali. Le riprese principali si sono svolte a Sofia, Bulgaria. Usando il Palazzo di Vrana come magione.

## Distribuzione
Fantasmi di guerra è stato rilasciato su DirecTV il 18 giugno 2020. È stato distribuito tramite proiezioni cinematografiche virtuali, On Demand e digitalmente il 17 luglio 2020. 

## Accoglienza
Sul sito web aggregatore di recensioni Rotten Tomatoes, il film ha un indice di gradimento del 40% basato su 43 recensioni, con un punteggio medio di 4,7/10. Il consenso dei critici del sito web recita: " Fantasmi di guerra fonde l'orrore soprannaturale e il dramma bellico d'epoca per produrre un mashup confuso che dimostra che alcuni ingredienti è meglio lasciarli separati". Su Metacritic, il film ha un punteggio medio ponderato di 38 su 100 basato su 8 critici, indicando "recensioni generalmente sfavorevoli". La recensione del webzine horror russo "Darker" afferma che Ghosts of War può vantare uno dei finali più stereotipati e allo stesso tempo follemente contorti di tutti i tempi, rendendo gli eventi del film inutili.